# Oude Toren (Stiphout)

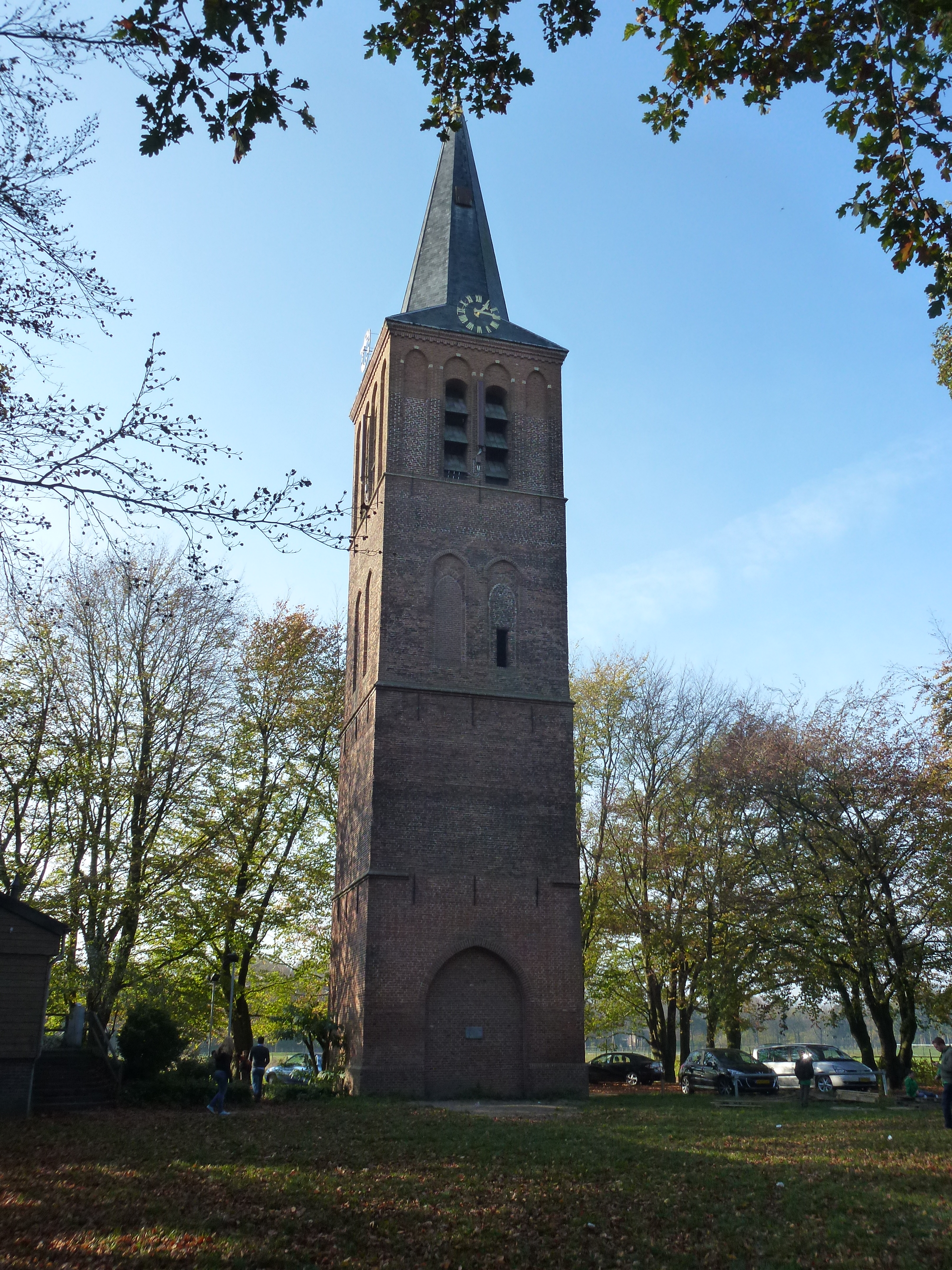
Oude Toren

De Oude Toren is het restant van een gotische kerktoren, die zich bevindt aan de Van de Brugghenstraat 43 te Stiphout.

## Geschiedenis
Deze toren is een overblijfsel van de vroegere Sint-Trudokerk. De eerste schriftelijke melding van de kerk stamt uit 1342, toen de kerk door de bliksem werd getroffen en afbrandde. Toen vond ook het Mirakel van Stiphout plaats, wat deze kerk tot een veelbezocht bedevaartsoord maakte. De kerk werd herbouwd, doch tijdens de doortocht in 1587 van de graaf van Hohenloh, een van de legers die voor de prins van Oranje vochten tijdens de Tachtigjarige Oorlog werd de kerk opnieuw verwoest. Na 1648 werd de kerk protestants. De katholieken hielden hun erediensten in een schuurkerk. Daarin bleven zij kerken, ook toen ze de oude kerk terugkregen, aangezien deze bouwvallig was. De kerk werd gesloopt in 1823 en de stenen werden gebruikt om de schuurkerk te verfraaien. De toren bleef staan aan de rand van het dorp. Het is een vlakopgaande toren uit omstreeks 1400.
In 1884 sloeg opnieuw de bliksem in, waarop brand uitbrak en alleen de stenen ruïne staan bleef. In hetzelfde jaar betrokken de katholieken hun nieuwe kerk, die echter op aanzienlijke afstand van de Oude Toren kwam te staan.
In 1938 werd de Oude Toren een Rijksmonument, en in 1978 werd ze gerestaureerd, waarbij ook de spits werd herbouwd.
Het terrein rond de toren is in gebruik door scoutinggroep Jan Baloys Stiphout.